# 그랑블루 판타지 THE Animation
"그랑블루 판타지 The Animation"(GRANBLUE FANTASY The Animation)은 일본의 애니메이션이다. "그랑블루 판타지" 시리즈를 바탕으로 한다. 시즌 1은 A-1 Pictures에서 제작하여 2017년 4월부터 6월까지 방영되었다. 시즌 2는 MAPPA에서 자작하여 2019년 10월부터 12월까지 방영되었다.